# Xiaomi
Xiaomi Inc. (小米科技) este o companie chineză de electronică fondată de Lei Jun în 2010 și cu sediul central la Beijing. 
În octombrie 2014, Xiaomi a devenit al treilea cel mai mare producător de smartphone-uri la nivel mondial, cu o cotă de piață de 5,6%, după Samsung Electronics și Apple.  Xiaomi face și investește în smartphone-uri, aplicații mobile, laptop-uri, genți, trimmere, căști, MI Television, pantofi, benzi de fitness și multe alte produse. 
Pe locul 468, Xiaomi este cea mai tânără companie din lista Fortune Global 500 pentru 2019.

## Istoric
Compania a fost co-fondată de Lei Jun și alți 6 colaboratori precum:
Liu Bin - vicepreședinte al Institutului de Inginerie Google China
Dr. Zhou Guangping - director principal al centrului de cercetare și dezvoltare Motorola Beijing
Liu De - șeful departamentului de proiectare industrială al Institutului de Tehnologie din Beijing
Li Wanqiang - director general al Kingsoft Dictionary
Wong Kong-Kat - manager principal de dezvoltare
Hong Feng - senior product manager pentru Google China
În prima rundă de finanțare, investitorii instituționali au inclus Temasek Holdings, IDG Capital, Qiming Venture Partners și Qualcomm.
La 16 august 2010, Xiaomi a lansat oficial primul său firmware MIUI bazat pe Android. Seamănă cu TouchWiz de la Samsung și iOS de la Apple.